# Истина (организация)
Съюз „Истина“ е българска организация, сдружение с нестопанска цел, чиято основна цел е събиране на данни за политически репресирани лица и даване на гласност на политическите репресии в България. Учреден на 26 юли 1990 г. с протокол от Георги Марков, Владимир Кънев, Иван Захариев, Стефан Чанев, Тодорка Димитрова, Ненчо Ненов, Николай Колев - Босия, Борис Брайков, Дянко Марков, Георги Манолов. Организацията е регистрирана с решение на Софийски градски съд от 12 декември 1990 г., като сдружение с нестопанска цел и седалище в град София.

## Дейност

### Цели и предмет на дейност
Предметът на дейност на организацията, съгласно решението представлява: събиране и публикуване сведения за всички насилия, беззакония и престъпления против личността и човечността, свързани с българските политически борби, извършени в страната и в чужбина, оказване на обществена подкрепа и осигуряване правна помощ на пострадалите от политическите борби и техните наследници, както и отдаване на почит към тяхната памет, подпомагане на националното помирение чрез обективно разкриване на истината за политическите злодеяния и чрез отдаване на справедливост към техните жертви, независимо от политическата им принадлежност, работа за преодоляване на страха, недоверието, ненавистта и жаждата за отмъщение, натрупани в миналото чрез репресивните актове на различните политически режими, постигане нравствено пречистване на обществото, като предпоставка за демократично и хуманно развитие на политическия живот.

През 1996 година народният представител Дянко Марков обяснява целите на Съюза по следния начин:
| „ | ...създадохме съюз „Истина“ срещу несъвършенствата на приетия от Великото Народно събрание Закон за гражданска и политическа реабилитация на репресирани лица. Този съюз се създаде с надеждата, че чрез истина и справедливост ще може да се хвърли мост над пропастта, която разделя българското общество, точно с идеята да се върви към национално помирение... | “ |

В периода до 2005 година са реализирани много изяви в предавания по националната телевизия, радиото (Българско национално радио – програма „Хоризонт“, програма „Христо Ботев“; радио „Свободна Европа“, радио „Дарик“ и други) и печата (в. „Демокрация“, в. „Свободен народ“, в. „Анти“). Изгражда се организационна структура с повече от 50 клона в страната, установяват се контакти със сродни организации, с някои от които се подписват и споразумения.

### Съюз „Истина“ и политическите репресии
Съюз „Истина“ излиза с протест срещу пропуските в гласувания на 25 юни 1991 г. от Народното събрание – Закон за политическата и гражданска реабилитация на репресираните лица, като също така представя проект за допълнение, останал без успех.
Съюзът събира данни за репресирани лица. Разкриват се лобни места – гр. Добринище, гората „Козаревец“ (край Горна Оряховица), Борован, Ихтиман и други. Организират се първите общонационални помени в Данданските гори (района между селата Ъглен, Драгана, Угърчин) и на Черната скала край Самоков. Издигнати са паметници, поставени са паметни плочи и знаци. Централните институции на страната са сезирани с петиции, меморандуми и апели, в рамките на своите прерогативи и обществена отговорност, да съдействат за разкриване на истината и отдаване на справедливост на жертвите на политическия терор.
По случай 47 години от екзекуцията на българските държавни и военни ръководители, осъдени от върховните състави на т. нар. Народен съд, по инициатива на Съюз „Истина“ е учреден Граждански комитет, който организира редица прояви. На 29 януари 1992 г. на пресконференция Гражданския комитет представя своята програма, а на 31 януари в салона на Българска академия на науките провежда Възпоменателна научно-публицистична сесия. Основният доклад под надслов „Народният съд и политическото насилие в България“ е изнесен от председателя на Съюз „Истина“ – проф. Георги Марков. На следващия ден – 1 февруари 1992 г. в храма „Света Неделя“ е отслужена панихида за осъдените от Народния съд. След траурната църковна служба слова произнасят Петър Константинов от Общонародно сдружение „Мати Болгария“ и Стефан Чанев – зам.председател на Съюз „Истина“. Проявите са отразени във всекидневния и периодичния печат, както и в емисиите на програма „Хоризонт“ на БНР и Българската национална телевизия. Също така започва издаването на вестник „Истина“.
През 1993 г. по повод 50 години от спасяването на българските евреи, Гражданския комитет по инициатива на Съюз „Истина“ и с подкрепата на Клуба на репресираните към Демократическата партия, провежда Възпоменателна научно-публицистична сесия в салона на Българска академия на науките. Основният доклад „Съдбата на евреите в българските земи 1941 – 1944 – принос към историческата правда“ е изнесен от председателя на съюза – проф. Георги Марков.
През 1994 година Върховният съд се обръща към Конституционния съд – съдебната институция, компетентна да се произнесе за конституционосъобразността на Наредбата – закон за съдене от Народен съд виновниците за въвличане България в Световната война срещу Съюзените народи и за злодеянията, свързани с нея (Обн. ДВ бр. 219/06.10.1944 г.). Съюз „Истина“ отправя искане и с решение на съда е конституиран, като заинтересувана страна, с правата да представлява пред съда интересите на репресираните. Съюзът представя в съда мотивирано становище за незаконния характер на наредбата-закон. С определение № 3/14.07.1994 г. Конституционният съд обявява, че решаването на проблема излиза извън рамките на неговата компетентност, тъй като въпросът се отнася до закон с прекратено действие, който не се отнася до действащата конституция и не произвежда последствия от процесуално-правен характер.
Инициативата за реализирането на проекта Мемориал на жертвите на комунистическия режим в България е поета от Стоян Груйчев – кмет на община „Триадица“, като също така е предоставен терен за построяването му. Обявен е конкурс и жури с председател проф. Димитър Бойков, което определя най-добрия от представените проекти – по идеен замисъл и художествени качества. Учреден е Фонд „Паметник на жертвите на комунизма“ с председател Стоян Груйчев и зам. председатели Асен Кобиларов и Васил Станилов. Членовете на Съюз „Истина“ участват, както в журито, така и в управителния съвет на фонда. Включват се също в набирането на средства във всички етапи на строителството. Съюз „Истина“ има значителен принос в установяване на лобните места и имената на убитите за изписване на стената. Със съдействието на членовете на съюза е донесена, осветена и поставена в основите на параклиса пръст от лобните места в цялата страна. Траурната церемония е извършена от най-възрастния архипастир на Българската православна църква – митрополит Борис. Откриването е извършено на 11 септ. 1999 г.
През 2006 година Съюз „Истина“ участва в обществените обсъждания на законопроекта за изменение и допълнение на Закона за политическа и гражданска реабилитация на репресирани лица.

### Съюз „Истина“ за комунистическия режим
През 2000 година е приет Закон за обявяване на комунистическия режим за престъпен. Дянко Марков, съвместно с Иван Неврокопски – председател на Съюза на репресираните след 9 септември, подготвят проектозакон за допълнение на Закона за политическа и гражданска реабилитация на репресирани лица, с който се обхващат всички категории репресирани, който обаче не стига до пленарна зала.
През 2004 г. Съюз „Истина“ противодейства на настроенията за честване на 60-годишнината от деветосептемврийския преврат, имащи за цел да реабилитират датата на преврата, свързвайки я с разгрома на нацизма и капитулацията на нацистка Германия на 9 май 1945 г.
През юли 2003 година в Парламентарната асамблея на Съвета на Европа (ПАСЕ) е внесено предложение за международно осъждане на комунизма. През август 2005 г. в Народното събрание се провежда среща на представители на организации на репресираните (включително Съюз „Истина“) и депутата от ПАСЕ и член на Парламента на Швеция – Гьоран Линдбалд, натоварен да се осведоми на място за деянията на комунистическите режими в Източна Европа, през близо половинвековното им управление. В своето изказване пред Линдбалд, проф. Георги Марков – председател на Съюз „Истина“ обръща специално внимание на: връзката и приемствеността между репресивните органи на комунистическата власт, криминализирането ѝ, и разрастващия се тероризъм; опасната мимикрия на комунизма във времето на прехода.

### Участие в политическия живот
Членовете на Съюз „Истина“ са сред участниците в протестните акции през декември 1996 – януари 1997 г., принудили правителството на Жан Виденов да се оттегли от власт. Във връзка с последващите извънредни парламентарни избори е изготвено политическо споразумение за подкрепа на кандидатите на Обединени демократични сили (ОДС) между предизборния щаб на ОДС и ръководствата на подкрепящите обществени организации. Три от организациите – Съюз „Истина“, Комитет „Съединение“ и Съюз на възпитаниците на Военните на Негово Величество училища, Школа за запасни офицери и родолюбивото войнство и гражданство, постигат в споразумението да бъдат вписани следните клаузи:
- Да се разкрие цялата истина за престъпленията на комунистическия тоталитаризъм.
- Да се решат радикално моралните и правни проблеми на жертвите на комунизма и отдаване на справедливост за тях и потомството им.

На тези избори Дянко Марков за втори път е избран за депутат, от листата на ОДС.
На 4 октомври 2018 г., един от основателите и дългогодишен организационен секретар на Съюз „Истина“, както и редактор на издавания от съюза вестник „Истина“ – о.з. полковник Дянко Марков е награден от Министерство на отбраната с награден знак „За достойнство и чест“.

### Други инициативи
През 1994 г. по инициатива на Съюз „Истина“ е създаден Комитет „Съединение“, призоваващ към общонационално честване на 6 септември – Деня на Съединението. В проявите на Комитет „Съединение“ участие взимат членовете и симпатизантите на Съюз „Истина“.

## Организационна структура и промени
Първата национална конференция на Съюз „Истина“ се провежда на 17 март 1991 г. с участието на 54 делегати от цялата страна и гости от сродни организации. На конференцията е избрано ръководство – председател проф. Георги Марков, зам.председатели Стефан Чанев и Васил Марков, секретар Ненчо Ненов и контролен съвет: Вася Настева, Иван Захариев, Тодорка Димитрова, Петър Васев, Панайот Милковски, Дянко Марков, Велчо Велев, Рени Лесева, Владимир Кънев. На следващия ден – 18 март с участието на хор и оркестър на Софийската опера е проведен организирания от Съюз „Истина“ концерт-възпоменание Джузепе Верди – „Реквием“, предаван директно по националната телевизия.
Втората национална конференция на Съюз „Истина“ се провежда на 6 март 1993 г. На следващия ден след конференцията в зала „България“ със съдействието на съюза, Врачанската филхармония под диригентството на Веселин Байчев изнася концерт „Репресирана музика“ в памет на цигуларя Александър Николов (Сашо Сладура) и флейтиста Димитър Чабуклийски, убити в концлагера „Слънчев бряг“.
Третата национална конференция на Съюз „Истина“ се провежда през месец декември 2001 г., на която е констатирано влошаващото се организационно състояние на съюза, поради факта че много от най-активните членове по места вече не са между живите и дейността на ръководените от тях клонове е преустановена. След конференцията съюзът се съсредоточава към тясно взаимодействие със сродните организации на репресираните и организирането на съвместни акции (общонационален събор на о-в Персин-Белене в памет на жертвите, траурен събор в концлагера „Слънчев бряг“ и други).
Четвъртата национална конференция на Съюз „Истина“ се провежда на 15 октомври 2005 г. Конференцията отбелязва 15 години от създаването на съюза. Следващото пето национално събрание е проведено на 25 ноември 2006 г. Отново е констатирано влошаващото се организационно състояние на съюза. На конференцията са коментирани въпросите, засягащи съюза в сферата на ръководната дейност, публичната дейност, материалното състояние, паметниците, архивите на Държавна сигурност, Закона за политическа и гражданска реабилитация на репресирани лица, връзките със сродни организации и други. Гласуван е Управителен съвет, както следва:
1. проф. д-р Георги Марков – председател;
2. инж. Николай Минчев – зам.председател;
3. Костадин Косачев – зам.председател;
4. Георги К. Радонов – зам.председател;
5. Любен Бубев – отговорен секретар;
6. Дянко Георгиев Марков;
7. София Николова;
8. проф. Цветан Даковски;
9. Костадин Семерджиев;
10. Йордан Маринов;
11. Валентин Павлов.

Съгласно решенията на националното събрание, Съюз „Истина“ се пререгистрира по Закона за юридическите лица с нестопанска цел, като сдружение за обществена полза. Пререгистрацията е финализирана с решение № 2/17.01.2008 г. на Софийски градски съд.
Шестото национално събрание на Съюз „Истина“ е проведено на 7 ноември 2009 г. В този период Съюз „Истина“ избира нов председател – Стоян Райчевски, който заедно с Фанна Коларова създават изложбата „България 1944 – 1989. Забранена истина“, представена на 12 октомври 2012 г. в сградата на Държавна агенция „Архиви“ със слово на Росен Плевнелиев – президент на Република България. Изложбата гостува в редица градове в страната и чужбина: Карлово – 13 март 2013 г., Берлин – март 2013 г., Стара Загора – 3 юни 2013 г., Габрово – 16 юни 2013 г., Бургас – 7 август 2013 г., Силистра – август 2014 г., Пловдив – септември 2014 г., Ловеч – септември 2014 г., Мюнстер, Германия – октомври 2014 г., Благоевград – октомври 2014 г., Белене – ноември 2014 г. Изложбата гостува и в Европейския парламент в Брюксел – януари 2014 г., както и в сградата на Народното събрание на 14 март 2014 г.
Седмото национално събрание на Съюз „Истина“, проведено на 9 окт. 2014 г., избира нов Управителен съвет, както следва:
1. Стоян Райчевски – председател;
2. Николай Минчев – зам.председател;
3. Антон Кощров – зам.председател;
4. Георги Чунчуков – зам.председател;
5. Любен Бубев – секретар;
6. Дянко Марков;
7. проф. Георги Марков;
8. проф. Величко Гатев;
9. Костадин Семерджиев;
10. София Николова.

## Архивно наследство
Архивен фонд № 1471 „Съюз Истина“ се съхранява в Централния държавен архив със 197 архивни единици. Фондът е получен от Дянко Марков и брат му Георги Марков и е в основата на проект на Държавна агенция „Архиви“ за създаване на регистър на жертвите на комунистическия режим.